# Bagnet wz. 44
Bagnet karabinowy wz. 44 – polski bagnet typu kłującego, przeznaczony dla karabinu Mosin. Jest to bagnet stały, składany, będący poprawioną i ulepszoną wersją radzieckiego bagnetu. Wytwarzany w zakładach zbrojeniowych w Polsce. Długość całkowita zestawu (bagnet + adapter) wynosiła 420 mm, z czego sam bagnet miał długość 382 mm, zaś adapter na lufę 38 mm.
Od pierwowzoru różni się przede wszystkim kształtem założonej na głownię tulei. Ponadto polska wersja zakończona jest na dole dwoma wystającymi ząbkami. Bagnet ten w pierwotnej, radzieckiej wersji posiadał wycięty wpust. Zmieniono także wygląd adaptera, którego zadaniem było mocowanie bagnetu na lufie karabinu – jego kształt zmieniono tak, aby dopasować go do nowej tulei. Pierścień na lufę przy tulei w polskim bagnecie posiada wycięcie, którego w radzieckim pierwowzorze brakuje. Polska modyfikacja różni się także od swojego pierwowzoru większą muszką, która posiada zupełnie inny kształt niż w pierwotnej wersji.